# Buzzcocks
Pour l’article homonyme, voir Buzzcocks (Album).
Buzzcocks est un groupe britannique de punk rock, originaire de Bolton, Manchester. Ils sont l'un des groupes anglais les plus prolifiques de la première vague punk/new wave (1977).

## Historique

### Débuts

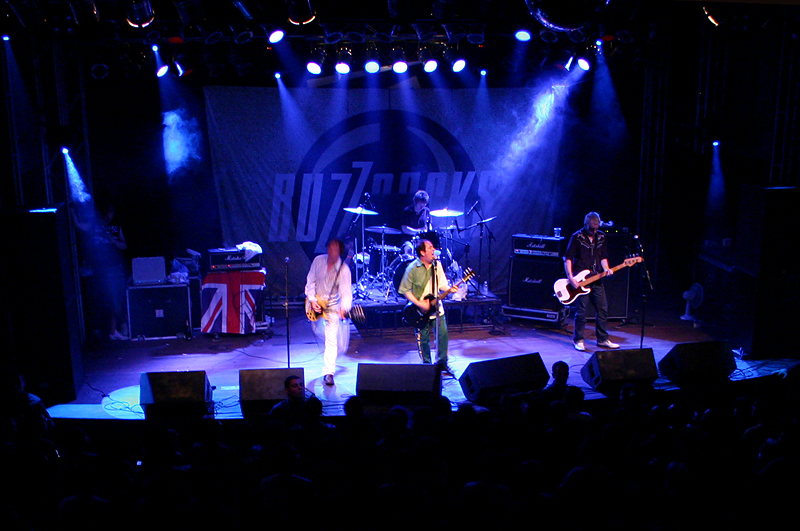
Buzzcocks à Porto Alegre au Brésil en 2006.

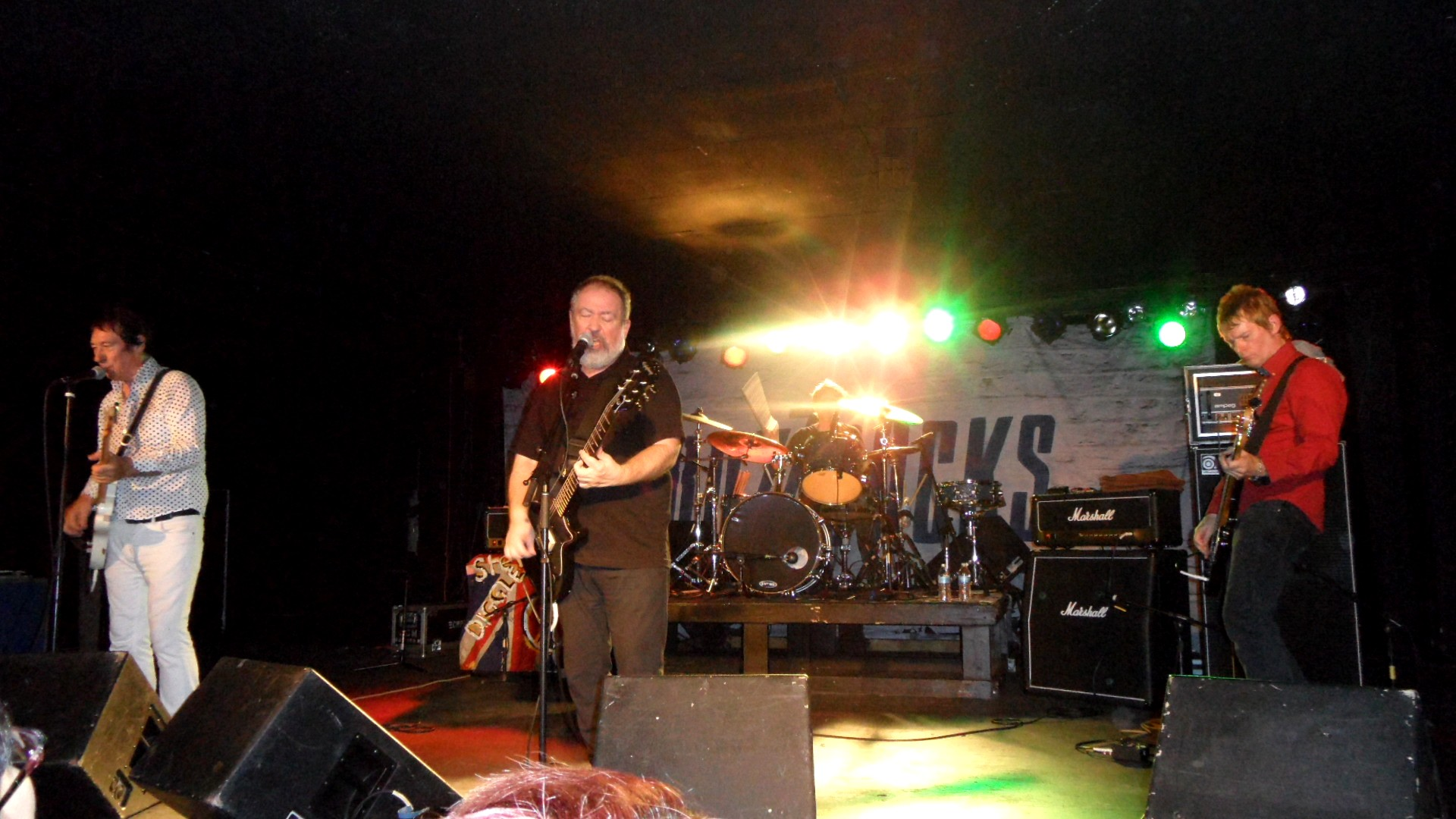
Buzzcocks en 2014.

Pete Shelley, de son vrai nom Peter Mc Neish, grandit à Leigh dans la banlieue de Manchester. Fan de T. Rex et de Roxy Music, il se lie, en 1975, avec Howard Devoto, rencontré à l'université de Bolton, et admirateur comme lui du Velvet Underground. Après avoir lu un article sur les Sex Pistols dans le magazine NME, ils se rendent à Londres pour les voir en concert.
Ils forment le groupe juste après en février 1976. Leur premier concert a lieu le 1er avril dans leur ancien collège. Le 4 juin, ils font venir les Pistols à Manchester pour un concert au Free Trade Hall (devant les futurs membres de Joy Division, The Fall et The Smiths). N'ayant pas réussi à recruter d'autres musiciens à temps, ils ne peuvent hélas en assurer la première partie. Ils se rattrapent en juillet lors du second concert des Londoniens à Manchester. Dans l'urgence, ils recrutent un bassiste Steve Diggle et un batteur de seize ans, John Maher. Le nom Buzzcocks est choisi en référence à un article du magazine Time Out, qui titrait It's the Buzz, Cock! sa chronique de l'émission télé Rock Follies. Le terme buzz signifie l'excitation de jouer sur scène, alors que « cock » signifie copain ou pote en argot de Manchester[réf. nécessaire] (bien que le terme buzzcock puisse aussi signifier vibromasseur en argot). Ils accompagnent à plusieurs reprises les Sex Pistols ou The Clash et participent le 22 septembre 1976 au premier festival punk organisé au 100 Club à Londres par Malcolm Mac Laren, avec The Damned, The Vibrators et Stinky Toys.
Avec de l'argent emprunté, ils financent une journée à l'Indigo Sound Studio, à l'issue de laquelle ils sortent Spiral Scratch, le premier disque auto-produit du punk rock anglais. Produit par Martin Hannett, futur producteur de Joy Division et des Happy Mondays, cet EP quatre titres, tout d'abord pressé à 1 000 exemplaires, a un impact très fort sur la scène punk de 1977, notamment avec le titre phare Boredom qui devient un hymne punk. Finalement, ils parviendront à en vendre plus de 16 000 copies.

### Période United Artists
Devoto quitte le groupe après seulement onze concerts en février 1977, avant l'enregistrement du premier album, et fonde le groupe Magazine. Diggle le remplace à la guitare et Garth Smith prend la basse. Le second single Orgasm Addict des Buzzcocks qui sort en septembre 1977 créé le scandale et est immédiatement censuré par la BBC, contribuant à la notoriété du groupe. Le premier album Another Music in a Different Kitchen est une réussite emblématique du mouvement, morceaux courts, nerveux, incisifs. Les albums suivants conservent la même énergie maîtrisée.
Le style de Buzzcocks apparaît comme une tentative réussie de concilier l'esprit et la créativité de la pop britannique (The Beatles, The Kinks, The Who…) avec l'urgence, l'énergie, le do it yourself et le minimalisme du punk rock. Le son des Buzzcocks est à la fois varié et très reconnaissable : des guitares « cristallines » amplifiées par des lampes ; une basse ambitieuse et humble à la fois, une batterie toujours en soutien malgré un jeu de cymbales un peu soutenu parfois. Le chant est à l'avenant, aux limites et au-delà. Pete Shelley chante l'essentiel des compositions, parfois relayé par Steve Diggle qui a réalisé des albums en solo et compose dès 1977 des morceaux emblématiques du groupe (Harmony in My Head).

### Retour

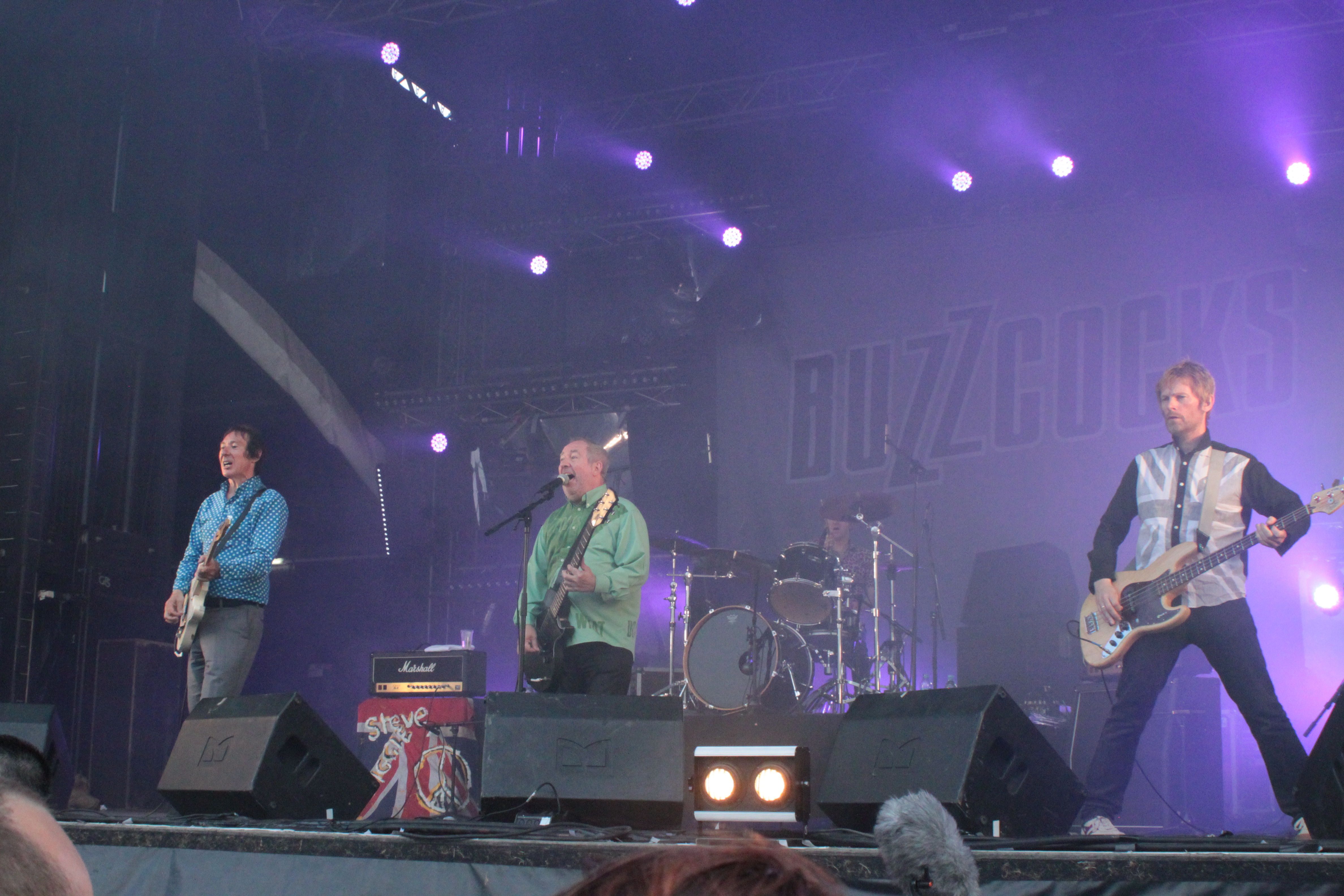
De gauche à droite : Steve Diggle, Pete Shelley, Danny Farant et Chris Remmington au Hellfest 2013.

Après une séparation en 1981, le groupe se reforme en 1989. Il continue de tourner et sort régulièrement des disques, d'une touchante fidélité à l'esprit punk.
Le 23 juin 2013, le groupe se produit au Hellfest à la Warzone. En 2016, le groupe embarque pour une tournée spéciale 40 ans intitulée Buzzcocks 40.
Pete Shelley meurt le 6 décembre 2018 à son domicile à Tallin (Estonie) d'une crise cardiaque. Il avait 63 ans.

## Membres

### Membres actuels
- Mani Perazzoli - guitare
- Steve Diggle - guitare, chant
- Chris Remington - basse
- Danny Farrant - batterie

### Anciens membres
- Pete Shelley (Peter McNeish) - guitare, chant
- Howard Devoto (Howard Trafford) - chant
- John Maher - batterie
- Garth smith - basse
- Tony Barber - basse
- Philip Barker - batterie

## Discographie

### Albums studio
- 1977 : Time's Up (1977 : pirate, 1991 : sortie officielle)
- 1978 : Another Music in a Different Kitchen
- 1978 : Love Bites
- 1979 : A Different Kind of Tension
- 1993 : Trade Test Transmissions
- 1996 : All Set
- 1999 : Modern
- 2000 : Time's Up
- 2004 : Buzzcocks
- 2006 : Flat-Pack Philosophy
- 2014 : The Way
- 2022 : Sonics in the Soul

### Singles
- Spiral Scratch EP (janvier 1977)
- Orgasm Addict (octobre 1977)
- What Do I Get (février 1978)
- I Don't Mind (avril 1978)
- Love You More (juillet 1978)
- Ever Fallen in Love (With Someone You Shouldn't've) (septembre 1978)
- Promises (novembre 1978)
- Everybody's Happy Nowadays (mars 1979)
- Harmony In My Head (juillet 1979)
- You Say You Don't Love Me (1979)
- I Believe (1979)

### Compilations
- 1979 : Singles Going Steady 1977-1979
- 1991 : Operators Manual
- 2004 : The Complete Singles Anthology
- A Different Compilation

### Rééditions
- 2010 : Another Music in a Different Kitchen (réédition avec un CD bonus : faces B, live, démos...)
- 2010 : Love Bites (réédition avec un CD bonus : faces B, live, démos...)
- 2010 : A Different Kind of Tension (réédition avec un CD bonus : faces B, live, démos...)